# توشيهيكو يوشياما (لاعب كرة قدم مواليد 1978)
توشيهيكو يوشياما (باليابانية: 内山 俊彦) (21 أكتوبر 1978 في إيزومي في اليابان – )؛ هو لاعب كرة قدم ياباني سابق كان يلعب كمدافع.

## وصلات خارجية
- توشيهيكو يوشياما على موقع رابطة كرة القدم اليابانية للمحترفين (اليابانية)
- توشيهيكو يوشياما على موقع قاعدة بيانات كرة القدم.إي يو (الإنجليزية)
- توشيهيكو يوشياما على موقع Soccerway.com (الإنجليزية)
- توشيهيكو يوشياما على موقع عالم كرة القدم.نت (الإنجليزية)